# 风暴海燕级护卫舰
1135"风暴海燕"型巡防艦（俄语Сторожевые корабли проекта 1135 «Буревестник»）是苏联海军的一种巡防艦。北约代号是克里瓦克级，分为克里瓦克-I, 克里瓦克-II (海军用), 和克里瓦克-III (边防军用)，最初设计从1956年开始，1970年首舰下水。

## 概述
这种护卫舰原先是作为大型反潜驅逐舰设计的，用于作为61型大型反潜舰的替代品和1134B型大型反潜舰的补充，因此拥有比较完整的搜潜反潜武器装备。后来降格为护卫舰，以提升二线舰队的远洋活动能力。
1135型的基本型号有很多鲜明的特征，如放在船首的SS-N-14反潜导弹发射器，倾斜的和烟囱一体化的桅杆，在舰尾的AK-726平高两用炮。因此美国海军的水兵在舰艇识别手册上给它编了个顺口溜：“热狗去打包，垛架浓烟冒，舰炮身后背，克里瓦克号”。 

## 边防军型号
布局进行了改进的1135.1型/1135P型，被克格勃边防军部队采用，该型拆除了反潜导弹，将舰炮更换为在舰首的AK-100，舰尾增加直升机平台和机库。目前乌克兰海军的旗舰就是这一型。
2014年7月16日，隶属于俄罗斯联邦安全局的1135P型"捷尔任斯基"号在日本海炮击並扣押了一艘越界抓魚的中国籍渔船。

## 现代化改进型号
基于1135.1型，大幅度现代化改进的型号被称为1135.6型，被印度海军采购称之为塔尔瓦级。拆除了原有的SA-N-4防空导弹，增加了一部SA-N-7防空导弹发射架和布拉莫斯反舰导弹垂直发射单元，并且进行了外观隐身修形。
俄罗斯海军近年亦采购该型舰的国内版本11356M型，称之为格里戈洛维奇海军上将级，防空导弹升级为垂直发射版本，反舰导弹也换为俄国自用的 3M55 縞瑪瑙飛彈 。

## 逸闻
1975年11月9日，隶属于波罗的海舰队的1135型"警惕"号部分官兵因为不满勃列日涅夫时期苏联的腐败、特权主义和修正主义，在政委萨布林少校的带领下哗变出海，并且监禁了舰长和不愿意参加哗变的官兵。
在追击过程中，苏联空军动用雅克-28轰炸机击伤"警惕"号，部分哗变人员因此发生动摇而释放了舰长，舰长率众平息哗变后，登舰的海军陆战队却将所有人逮捕。后来经过军事法庭审判，萨布林被枪决，另一个直接看守被监禁的舰长的水兵被判监禁，全舰其余官兵被勒令退役。而"警惕"号经过维修以后加入太平洋舰队，直到2004年退役解体。
该事件是1135型从大型反潜舰降格为护卫舰的政治原因之一。也被美国作家汤姆·克兰西作为其成名作猎杀红色十月号的故事原型。
1988年，隶属于黑海舰队的1135型無私號護衛艦以撞击方式驱逐了闯入苏联塞瓦斯托波尔附近领海的美国海军提康德罗加级导弹巡洋舰約克城号。